# Cedric Lewis
Cedric Louis Lewis (Washington D. C., 24 de septiembre de 1969) es un exjugador de baloncesto estadounidense que disputó una temporada en la NBA, además de jugar en la CBA, la liga alemana y la liga francesa. Con 2,08 metros de estatura, lo hacía en la posición de ala-pívot. Es hermano del también exjugador profesional Derrick Lewis.

## Trayectoria deportiva

### Universidad
Jugó durante cuatro temporadas con los Terrapins de la Universidad de Maryland, en las que promedió 5,6 puntos y 4,5 rebotes por partido. En su última temporada lideró la Atlantic Coast Conference en tapones, promediando 5,1 por partido.

### Profesional
Tras no ser elegido en el Draft de la NBA de 1991, sí lo fue en el de la CBA, en el puesto tercero, seleccionado por los Bakersfield Jammers, pero acabó jugando en los Grand Rapids Hoops. Tras pasar por los Albany Patroons y los La Crosse Catbirds, jugó una temporada en el Montpellier Basket de la liga francesa, donde fue el mejor taponador de la competición, promediando 2,5 por partido.
Al año siguiente fichó por el Brandt Hagen de la liga alemana, con los que llegó a disputar la Copa Korac, competición en la que promedió 9,0 puntos y 8,0 rebotes por partido. En abril de 1996 fichó como agente libre por los Washington Bullets, con los que únicamente disputó tres partidos en los que anotó cuatro puntos en total. Acabó su carrera de vuelta en la CBA.

## Estadísticas de su carrera en la NBA

### Temporada regular
| Temporada | Edad | Equipo             | Liga | P | TIT | MIN | TC  | TCA | %TC  | 3P  | 3PA | %3P | TL  | TLA | %TL | R.OF. | R.DEF. | REB | ASIS | ROB | TAP | PER | FP  | PTS |
| 1995-96   | 26   | Washington Bullets | NBA  | 3 | 0   | 1.3 | 0.7 | 1.0 | .667 | 0.0 | 0.0 |     | 0.0 | 0.0 |     | 0.7   | 0.0    | 0.7 | 0.0  | 0.3 | 0.0 | 0.0 | 0.0 | 1.3 |
| Total     |      |                    | NBA  | 3 | 0   | 1.3 | 0.7 | 1.0 | .667 | 0.0 | 0.0 |     | 0.0 | 0.0 |     | 0.7   | 0.0    | 0.7 | 0.0  | 0.3 | 0.0 | 0.0 | 0.0 | 1.3 |